# 飾翅多鰭魚

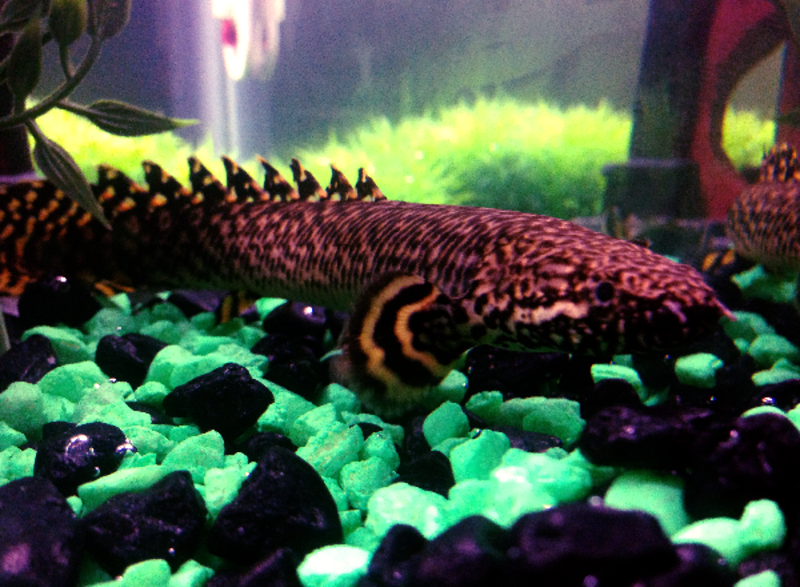

飾翅多鰭魚，為輻鰭魚綱多鰭魚目多鰭魚科的其中一種。

## 分布
本魚分布於非洲剛果河、坦干伊喀湖及魯夸克湖流域。

## 特徵
本魚體延長呈圓柱狀，上頜與下頜等長，側線鱗片58至65個，體背兩側灰褐色，並具有大理石花紋，腹面白色至淡黃色，魚鰭有白點，背鰭硬棘9至11枚；臀鰭軟條14至15枚，體長可達60公分。

## 生態
本魚棲息在湖泊、河流氾濫的區域，屬肉食性，以魚類、甲殼類及水生昆蟲等為食。能呼吸空氣而且如此能容忍溶氧量低的集中，仔魚具有外鰓。

## 經濟利用
可做為觀賞魚。